# Graviteitsmodel in de geografie
Het graviteitsmodel is een van de bekendste modellen in de sociale geografie. Het heeft vermoedelijk zo'n wijdverbreide toepassing gekregen door zijn eenvoud. Het graviteitsmodel wordt gebruikt om de mobiliteit van mensen, goederen en ideeën te beschrijven en te voorspellen.
Aan het einde van de jaren 50 en het begin van de jaren 60 keerden geografen zich langzaam af van de beschrijvende regionale geografie en gingen ze meer aandacht besteden aan de ontwikkeling van wetten en theorieën. Ze streefden ernaar om voor de geografie een eigen identiteit op te stellen te midden de sociale wetenschappen. Veel van het wetenschappelijk werk geschiedde binnen de opvattingen van de zogenaamde social physics school. De leider van deze 'school' was J.Q. Stewart. Hij vond dat regelmatigheden in bevolkingsspreidingen beschreven en verklaard konden worden door middel van natuurkundige wetten. Een van die wetten was het graviteitsmodel.
De basisformulering van het graviteitsmodel luidt dat de interactie tussen twee plaatsen recht evenredig is met het product van de massa van die plaatsen en omgekeerd evenredig aan het kwadraat van de afstand tussen die plaatsen (zie Zwaartekracht voor de formules).
Het graviteitsmodel kent dus twee variabelen: massa en afstand.

## Massa
In toegepaste studies wordt massa op talloze manieren weergegeven. Stel dat we de mobiliteit tussen twee steden willen voorspellen. Gebruiken we dan de bevolkingsomvang van die steden als massavariabele of alleen de omvang van de beroepsbevolking? Ingewikkelder wordt het wanneer we de interactie tussen twee regio’s willen voorspellen met behulp van het graviteitsmodel. Eigenlijk zou dan aan de volgende voorwaarden voldaan moeten worden: 
- Afwezigheid van concentraties van massa aan de periferie van de regio.
- Aanwezigheid binnen elke regio van een bepaald graviteitscentrum.
- Samenvallen van het zwaartekrachtscentrum met het fysieke zwaartekrachtscentrum van het gebied.
- Regelmatige geometrische vormen voor elk van de onderscheiden gebieden.
- Aangrenzende gebieden moeten ongeveer even groot zijn.

Vaak worden bevolkingsaantallen gebruikt als maat voor de massa in het model. Wanneer interstedelijke migratie wordt geanalyseerd, is wellicht werkgelegenheid, inkomen of koopkracht een betere maatstaf. Immers, de ruimtelijke spreiding van het inkomen (gemiddeld inkomen) hoeft niet gelijk te zijn aan de spreidingsgraad van de bevolking. In een aantal gevallen gaat men ertoe over de massavariabele te wegen in afwijking van het oorspronkelijk graviteitsmodel.

## Afstand
Afstand kan op verschillende manieren worden gemeten. Het oorspronkelijke graviteitsmodel veronderstelt een lineaire afstand in termen van kilometers. Het zal duidelijk zijn dat relatieve afstand niet altijd in euclidische maten weergegeven kan worden (zie ook Ruimte (Geografie)). Niet-euclidische maten worden zelden ingevoerd. Doorgaans wordt via een aanpassing van de afstandsexponent getracht een benadering te maken van de werkelijke afstand behorende bij het onderhanden zijnde probleem. Een andere mogelijkheid is uiteraard te werken met kostenkilometers. Het probleem van de juiste exponentkeuze is uiterst gecompliceerd omdat het afhankelijk is van steeds wisselende massavariabelen. De exponent varieert naargelang het soort ritten. 
De toepassing van het graviteitsmodel in de sociale geografie is niet zonder kritiek gebleven. Enkele kritiekpunten:
- Er wordt niet van uitgegaan dat plaatsen tegelijkertijd door meer dan één punt in een interactiesysteem beïnvloed kunnen worden.
- Soms levert het model een goede beschrijving van waargenomen interactiepatronen tussen plaatsen. Een goede beschrijving is echter nog geen afdoende verklaring.
- Het is niet eenvoudig in het graviteitsmodel rekening te houden met de wijze waarop mensen hun ruimte ervaren. Bij beslissingen over mobiliteit kennen mensen zelden alle mogelijkheden. Bovendien verschillen mensen in hun doelstellingen en handelen ze lang niet altijd rationeel.